# Coppa Italia 1972 (hockey su pista)
La Coppa Italia 1972 è stata la 7ª edizione della principale coppa nazionale italiana di hockey su pista. La manifestazione si è conclusa il 25 novembre 1972.
Il trofeo è stato conquistato dal Novara per la quinta volta nella sua storia.

## Risultati

### Semifinali
| Squadra 1        | Risultato | Squadra 2 |
| ---------------- | --------- | --------- |
| 25 marzo 1972    |           |           |
| Novara           | 7 - 3     | Monza     |
| Laverda Breganze | ? - ?     | ?         |

### Finale
| Squadra 1        | Totale | Squadra 2 | Andata | Ritorno |
| ---------------- | ------ | --------- | ------ | ------- |
| Laverda Breganze | 7 - 8  | Novara    | 5 – 5  | 2 – 3   |

#### Gara di andata
| Breganze 18 novembre 1972 | Laverda Breganze | 5 – 5 | Novara |  |

| Laverda Breganze |  |                 |
|                  |  |                 |
|                  |  | Aronne Cerato   |
| E                |  | Giulio Fona     |
|                  |  | Mariano Guerra  |
|                  |  | Mariano Moresco |
|                  |  | Mario Saccardo  |
|                  |  | Renato Saccardo |
| Allenatore:      |  |                 |
|                  |  |                 |

| Novara             |  |                       |
|                    |  |                       |
| E                  |  | Gianpietro Aina       |
| E                  |  | Beniamino Battistella |
| P                  |  | Francesco Fontana     |
| E                  |  | Erasmo Marcon         |
| E                  |  | Franco Mora           |
| E                  |  | Robert Olthoff        |
| E                  |  | Mario Romussi         |
| E                  |  | Renzo Zaffinetti      |
| Allenatore:        |  |                       |
| Ferruccio Panagini |  |                       |

#### Gara di ritorno
| Novara 25 novembre 1972 | Novara | 3 – 2 | Laverda Breganze | Palazzetto dello sport |

| Novara             |  |                       |
|                    |  |                       |
| E                  |  | Gianpietro Aina       |
| E                  |  | Beniamino Battistella |
| P                  |  | Francesco Fontana     |
| E                  |  | Erasmo Marcon         |
| E                  |  | Franco Mora           |
| E                  |  | Robert Olthoff        |
| E                  |  | Mario Romussi         |
| E                  |  | Renzo Zaffinetti      |
| Allenatore:        |  |                       |
| Ferruccio Panagini |  |                       |

| Laverda Breganze |  |                 |
|                  |  |                 |
|                  |  | Aronne Cerato   |
| E                |  | Giulio Fona     |
|                  |  | Mariano Guerra  |
|                  |  | Mariano Moresco |
|                  |  | Mario Saccardo  |
|                  |  | Renato Saccardo |
| Allenatore:      |  |                 |
|                  |  |                 |